# غوتكسو

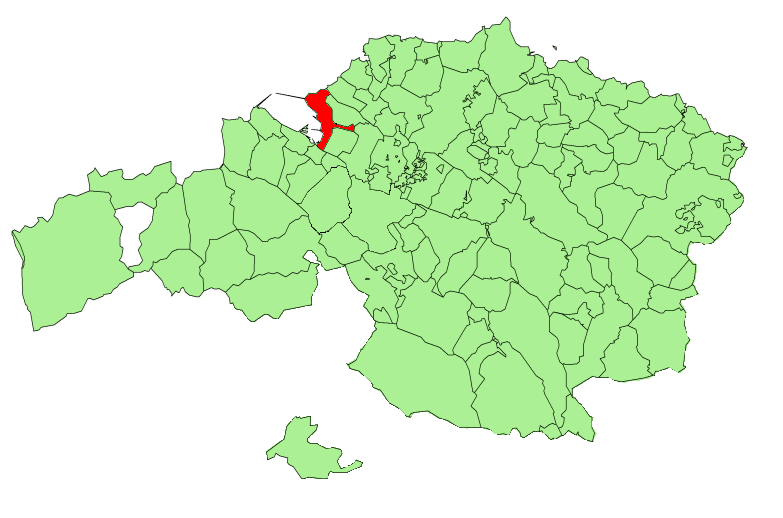
موقع البلدية

غوتكسو (Basque: [getʃo]) هي مدينة تقع في مقاطعة بسكاية في منطقة الحكم الذاتي في إقليم الباسك في إسبانيا، وهي جزء من بلباو الكبرى [الإنجليزية]. بلغ عدد سكانها غلم 2019 حوالي 77946 نسمة. غوتكسو هي في الغالب منطقة سكنية ثرية فضلاً عن كونها ثالث أكبر بلدية في بسكاية.

## أعلام
- إينييغو اندالوزي
- ألفريدو ساينز عباد
- جوناثان كاستروفيجو
- رامون إيبارا
- جون أندير فيليبي غونزاليس
- آلبرتو بالاسيو
- لويس ماريا إتشبيريا
- خوسيه ماريا بينيا
- سابينو بيلباو

## وصلات خارجية
- GETXO (بالإسبانية)